# Erma Bossi
Erminia Bosich (Pula, Áustria-Hungria, hoje Croácia, 9 de junho de 1875 — Milão, 14 de abril de 1952), mais conhecida como Erma Bossi, foi uma pintora associada ao expressionismo alemão. Erma Bossi apoiou o início do modernismo em Munique no início do século XX. Seu trabalho foi dizimado em grande parte por duas guerras mundiais e pelas políticas culturais dos nacional-socialistas. Em 2013, uma exposição individual foi dedicada ao trabalho anteriormente quase inexplorado da artista no Museu do Castelo de Murnau. Até então, mal se conheciam duas dezenas de obras de Bossi, de modo que sua importância no desenvolvimento global da arte moderna foi por muito tempo subestimada. Hoje se obtém uma melhor visão de seu trabalho, depois que originais anteriormente não descobertos e ilustrações desconhecidas de suas pinturas perdidas podem ser reunidas.

## Biografia
Bossi nasceu em 1875 em Pula, Croácia. Ela começou a se interessar por arte aos 18 anos idade, porém somente começou a estudar quando se mudou para Munique, onde estudou na "academia para damas" da Associação de Artistas de Munique, tendo como alguns professores Anton Azbe e Heinrich Knirr. Ela esteve associada a Gabriele Münter e Wassily Kandinsky. Ela era membro da Neue Künstlervereinigung München (Nova Associação de Artistas de Munique).
De acordo com relatos da época, ela já participava de exposições pelo menos desde 1897, além de registros sobre duas obras dela fazendo parte de uma exposição internacional da Associação de Artistas, Danzatrenice spagnola ("Dançarina espanhola") e Il giogo ("O jugo").
Ela morreu em 1952 em Milão, Itália. Suas obras se encontram na coleção da Pinacoteca do Moderno, do museu Kunsthalle Bremen e do Kunsthalle Emden. Em 2013, a galeria Schlossmuseum Murnau realizou uma retrospectiva de seu trabalho, Erma Bossi: Eine Spurensuche ("Erma Bossi: Em Busca por Pistas").